# Strátos
Strátos (Stratos, Sorovigli) är en ort i Grekland.   Den ligger i prefekturen Nomós Aitolías kai Akarnanías och regionen Västra Grekland, i den centrala delen av landet, 220 km väster om huvudstaden Aten. Strátos ligger 48 meter över havet och antalet invånare är 979.
Terrängen runt Strátos är platt åt sydväst, men åt nordost är den kuperad. Runt Strátos är det ganska tätbefolkat, med 116 invånare per kvadratkilometer. Närmaste större samhälle är Agrínio, 9,4 km sydost om Strátos. Trakten runt Strátos består till största delen av jordbruksmark.